# Malá Veleň
Malá Veleň (deutsch Klein Wöhlen, auch Klein Wehlen) ist eine Gemeinde in Tschechien. Sie liegt sechs Kilometer südöstlich des Stadtzentrums von Děčín  an dessen Stadtgrenze und gehört zum Okres Děčín.

## Geographie

### Geographische Lage
Malá Veleň befindet sich im Norden des Böhmischen Mittelgebirges linksseitig am Hang des Ploučnicetals. Nördlich erhebt sich die Hlídka (Hutberg, 480 m), im Süden die Jedlová (491 m), westlich die Jedlová (Tannbusch, 530 m) und der Velký Chlum (Kolmener Kippe, 507 m), sowie im Nordwesten der Chlum (Kolmer Scheibe, 444 m). Nordwestlich liegt das Naturdenkmal Březinské tisy.

### Gemeindegliederung
Die Gemeinde Malá Veleň besteht aus den Ortsteilen Jedlka (Höflitz), Malá Veleň (Klein Wöhlen) und Soutěsky (Zautig). Zu Malá Veleň gehört außerdem die Ansiedlung Eliščino Údolí (Elisenthal).

### Nachbargemeinden
Nachbarorte sind Soutěsky im Norden, Jedlka und Ovesná im Nordosten, Eliščino Údolí und Benešov nad Ploučnicí im Osten, Heřmanov im Südosten, Fojtovice im Süden, Velká Veleň im Südwesten, Kamenička und Lesní Mlýn im Westen sowie Dolní Chlum und Bechlejovice im Nordwesten.

## Geschichte
Die erste schriftliche Erwähnung des Dorfes Male Weleni erfolgte 1515 im Zuge des Verkaufs der Herrschaften Tetschen und Scharfenstein durch Nikolaus III. Trčka von Lípa an die Brüder Hans, Wolf und Friedrich von Salhausen auf Wehlen. Bei der 1522 erfolgten Teilung des Besitzes erhielt Friedrich von Salhausen Scharfenstein und damit auch Male Weleni. 1583 bestand das Dorf aus 13 Häusern. Der älteste Urbar stammt von 1607, darin wird der Ort als Kleinwelen bezeichnet und bestand aus sieben Bauern und vier Gärtnern. Kleinwelen war zu dieser Zeit Sitz eines freien Erbrichters. In der berní rula von 1654 sind für Wehlen mala 18 Häuser verzeichnet. Im Jahr 1687 wurde Klein Wehlen zum Amtssitz der Herrschaft Scharfenstein; im selben Jahr entstand auch eine herrschaftliche Brauerei. 1833 lebten in den 57 Häusern des Dorfes 302 Menschen. 1841 errichtete Josef Pietschmann im Polzental zwischen Bensen und Klein Wehlen eine Baumwollspinnerei. Pfarrort war Höflitz.
Nach der Aufhebung der Patrimonialherrschaften bildete Klein Wöhlen / Malá Veleň mit den Ortsteilen Höflitz / Jedlka und Zautig / Soutěsky ab 1850 eine politische Gemeinde in der Bezirkshauptmannschaft Tetschen. Um die Spinnerei entstanden in dieser Zeit die Siedlungen Elisenthal und Josefsthal. Weiterhin gehörten zur Gemeinde die Ortslagen Berghäuser, Bober und Schimmelwächter. 1869 lebten in der Ortschaft Klein Wöhlen 434 Menschen, 1890 waren es 481. Die gesamte Gemeinde hatte 1130 Einwohner im Jahr 1930, die größtenteils Deutsche waren. Nach dem Münchner Abkommen wurde die Gemeinde 1938 dem Deutschen Reich zugeschlagen und gehörte bis 1945 zum Landkreis Tetschen, ab 1943 Tetschen-Bodenbach. 1939 hatte die Gemeinde 1083 Einwohner. 1945 kam Malá Veleň zur Tschechoslowakei zurück, die deutschen Bewohner wurden vertrieben und das Dorf ab 1946 mit Tschechen besiedelt. Zwischen 1980 und 1990 war Malá Veleň nach Benešov nad Ploučnicí eingemeindet.

## Kultur und Sehenswürdigkeiten
- Kirche der hl. Anna in Jedlka, die seit 1352 schriftlich nachweisbare Kirche wurde 1716 barock umgestaltet
- Berg Velký Chlum mit Aussichtsturm